# Zweifache Gliederung
Der Ausdruck zweifache Gliederung (auch: doppelte Gliederung) bezeichnet in der Linguistik und Semiotik die Eigenschaft eines Zeichensystems, aus bedeutungstragenden und bedeutungsunterscheidenden Einheiten zusammengesetzt zu sein.

## Bezeichnung
Ein Zeichensystem ist zweifach gegliedert, wenn eine darauf basierende Nachricht wie folgt strukturiert ist:
1. Die Nachricht besteht aus Ausdruckseinheiten, deren jede eine Bedeutung trägt. Eine solche Einheit heißt signifikativ („bedeutungstragend“). Dies ist die erste Gliederung.
2. Jede signifikative Einheit ist zusammengesetzt aus Ausdruckseinheiten, die keine Bedeutung tragen, sondern lediglich Bedeutung unterscheiden. Eine solche Einheit heißt distinktiv („bedeutungsunterscheidend“). Dies ist die zweite Gliederung.
In dem Satz Jan arbeitet treten drei signifikative Einheiten auf: Jan („Jan“), arbeit- („pflichtmäßig zum Broterwerb tätig sein“) und -et („3. Person Singular Präsens“). Die signifikative Einheit Jan ist aus drei distinktiven Einheiten zusammengesetzt: /j/, /a/, /n/.
Jede natürliche menschliche Lautsprache bzw. Gebärdensprache hat die zweifache Gliederung. Die kleinsten signifikativen Einheiten heißen Morphe bzw. Morpheme; die kleinsten distinktiven Einheiten heißen Phone bzw. Phoneme.
Die zweifache Gliederung garantiert der menschlichen Lautsprache bzw. Gebärdensprache die Effabilität, d. i. die Möglichkeit, alles Denk- und Kommunizierbare zu sagen. Tierische Kommunikationssysteme haben, soweit bisher bekannt, keine zweifache Gliederung und auch keine Effabilität.
Die zweifache Gliederung menschlicher Sprache ist nicht zu verwechseln mit den zwei Seiten des Sprachzeichens, dem Significans (Ausdruck) und Significatum (Inhalt oder Bedeutung). Bezogen auf diese Unterscheidung ist die zweifache Gliederung eine Gliederung des Significans.

## Geschichte
André Martinet führte 1949 den Begriff der zweifachen Gliederung ein und prägte dafür den französischen Terminus double articulation. Dieser wird oft mit doppelte Artikulation ins Deutsche übersetzt. Beide Bestandteile dieser Übersetzung verfehlen das Gemeinte: Erstens geht es nicht um Artikulation (Aussprache von Sprachlauten), und zweitens ist es nicht eine doppelte Gliederung, sondern eine Gliederung auf zwei Ebenen. Zudem ist „doppelte Artikulation“ ein Synonym für Doppelartikulation.